# Lacticaseibacillus absianus
Lacticaseibacillus absianus — вид грампозитивних бактерій родини Lactobacillaceae. Описаний у 2021 році.

## Назва
Вид названо на честь Центру підтримки досліджень ABS Корейського науково-дослідного інституту біонауки та біотехнології, де був відкритий цей вид.

## Відкриття
Виділений науковцями з Корейського науково-дослідного інституту біонауки та біотехнології із сліпої кишки карликової свині. Аналіз послідовностей генів 16S рРНК показав, що штам тісно пов'язаний з Lacticaseibacillus daqingensis, Lacticaseibacillus porcinae та Lacticaseibacillus manihoti.

## Характеристика
Паличкоподібна факультативно-анаеробна грампозитивна бактерія. Основними жирними кислотами є C18:1ω9c і C16:0. Клітинна стінка містить пептидоглікан мезодіамінопімелінової кислоти. Вміст GC геномної ДНК становить 59,8 % мол.